# Kaplica św. Mikołaja w Bielsku Podlaskim
Kaplica pod wezwaniem św. Mikołaja – kaplica prawosławna w Bielsku Podlaskim. Należy do parafii św. Michała Archanioła w Bielsku Podlaskim, w dekanacie Bielsk Podlaski diecezji warszawsko-bielskiej Polskiego Autokefalicznego Kościoła Prawosławnego.
Kaplica znajduje się w centrum miasta, u zbiegu ulic Józefa Poniatowskiego i Zamkowej.
Kaplica została wybudowana w 1996 w miejscu cerkwi św. Mikołaja z 1678, która została spalona w 1941. W sąsiedztwie cerkwi znajdowała się drewniana dzwonnica, która także została zniszczona – obecna kaplica swoją formą nawiązuje do nieistniejącej przycerkiewnej dzwonnicy, aczkolwiek nie jest jej dokładną kopią, ponieważ od oryginału jest nieco niższa.
Istniejącą obecnie budowla z 1996 r. jest ośmioboczna, została zbudowana z drewna, w konstrukcji zrębowej, na kamiennej podmurówce. Wokół ośmiosłupowy podcień, sięgający połowy wysokości kaplicy, z dachem krytym gontem. Całość zwieńczona dachem namiotowym (również krytym gontem) z blaszaną cebulastą kopułą. Przy kaplicy ośmioramienny drewniany krzyż. Ogrodzenie drewniane, na kamiennej podmurówce.

## Galeria

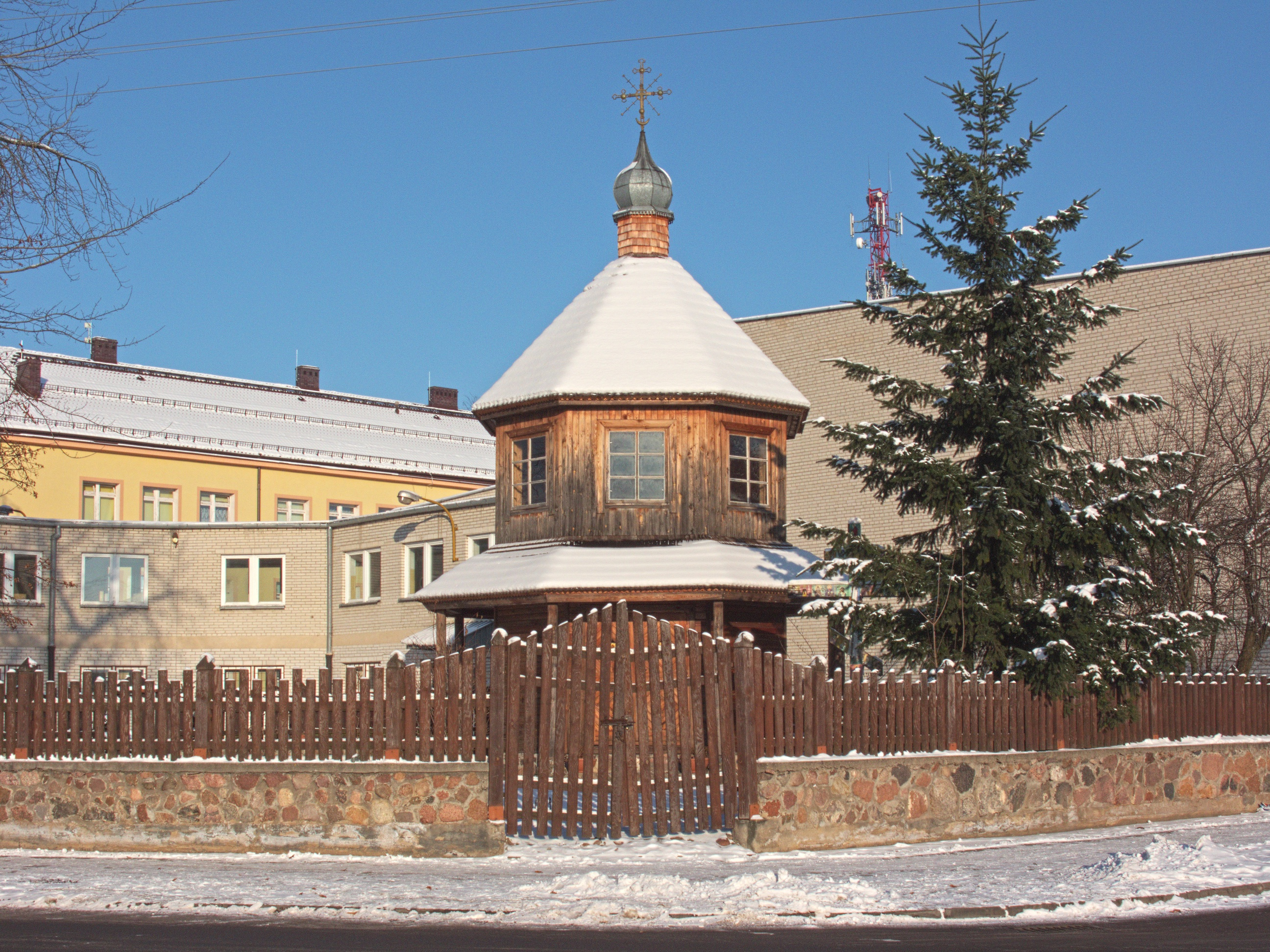
Otoczenie kaplicy
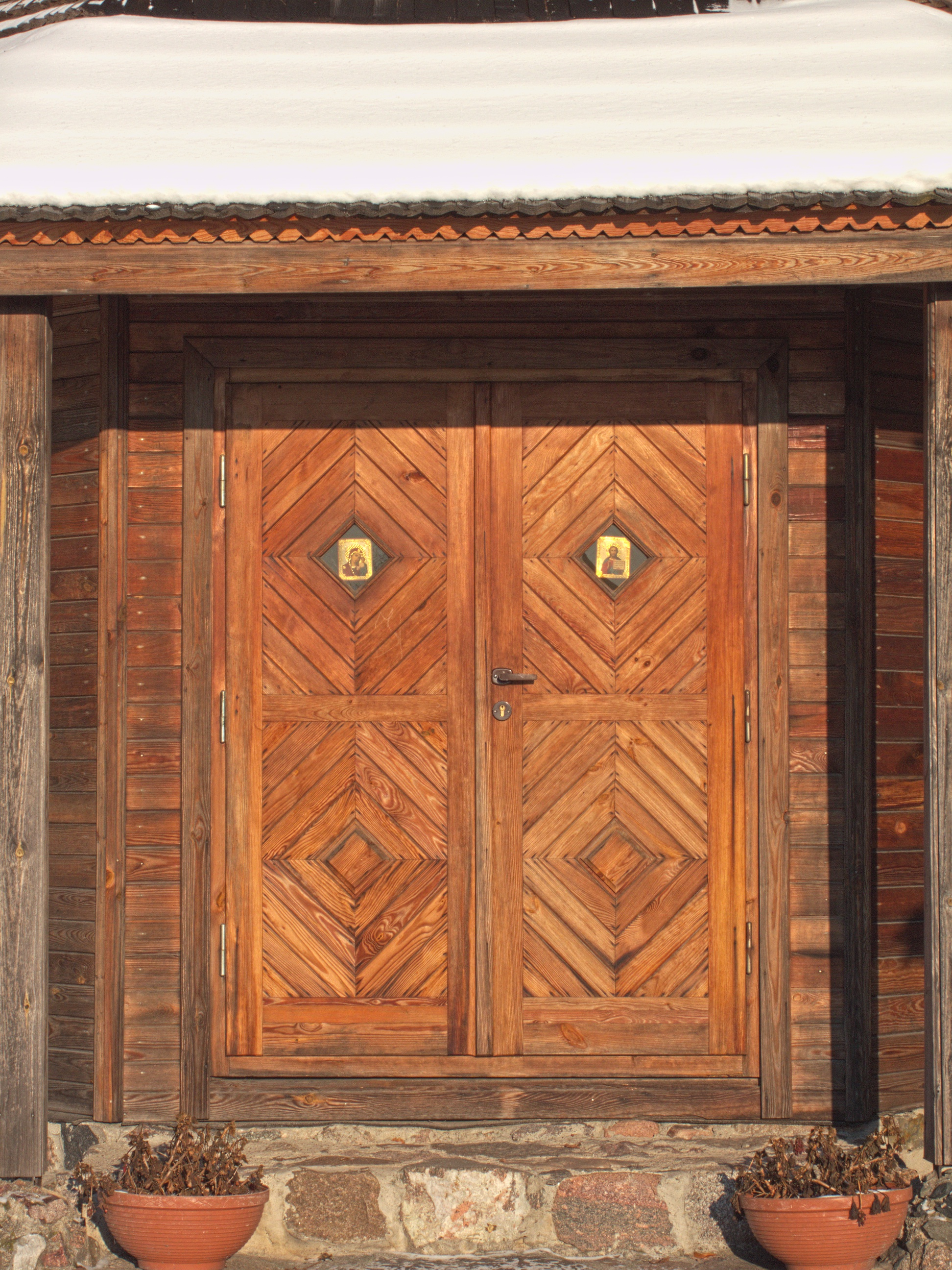
Drzwi wejściowe
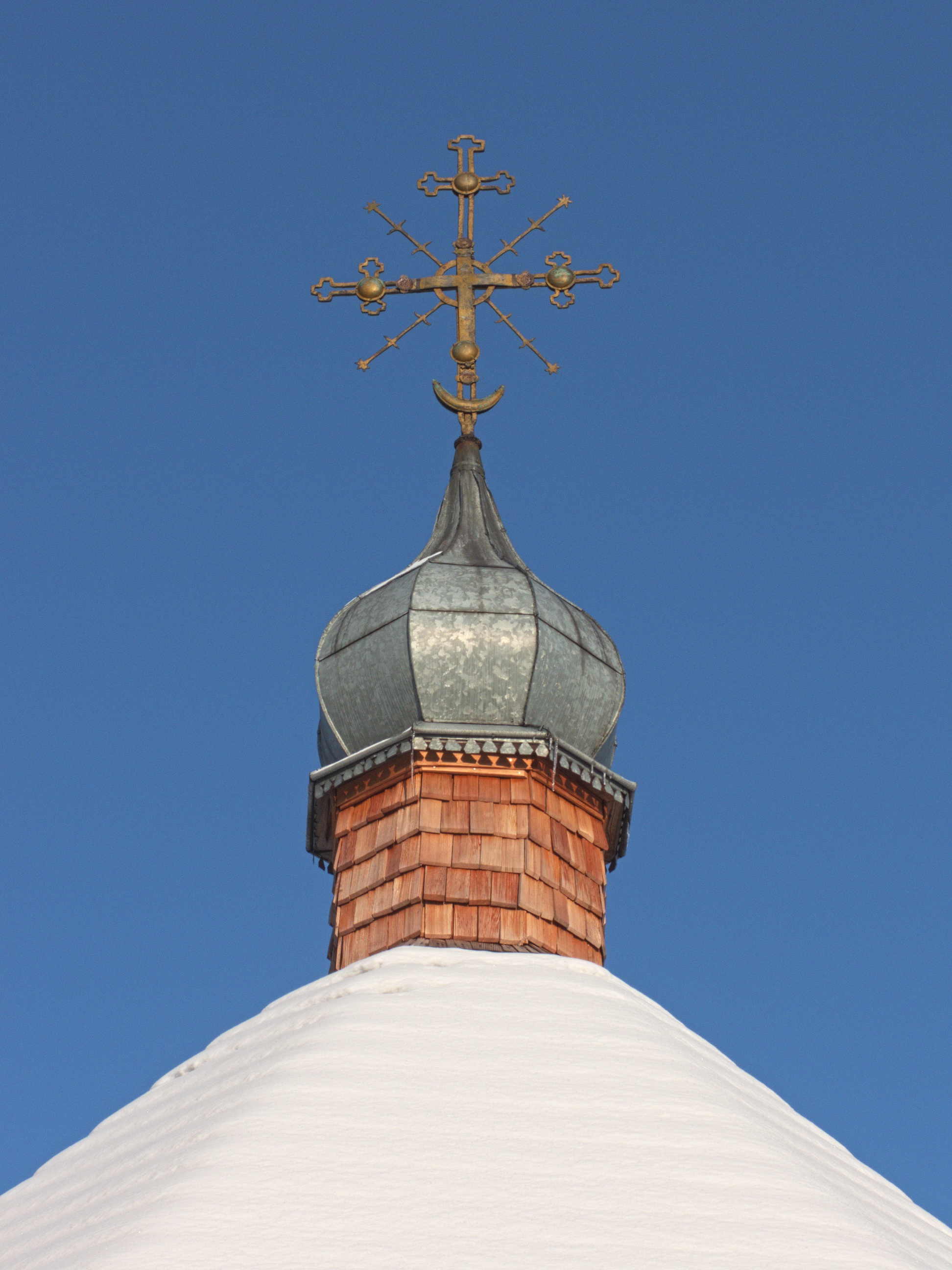
Kopuła z krzyżem
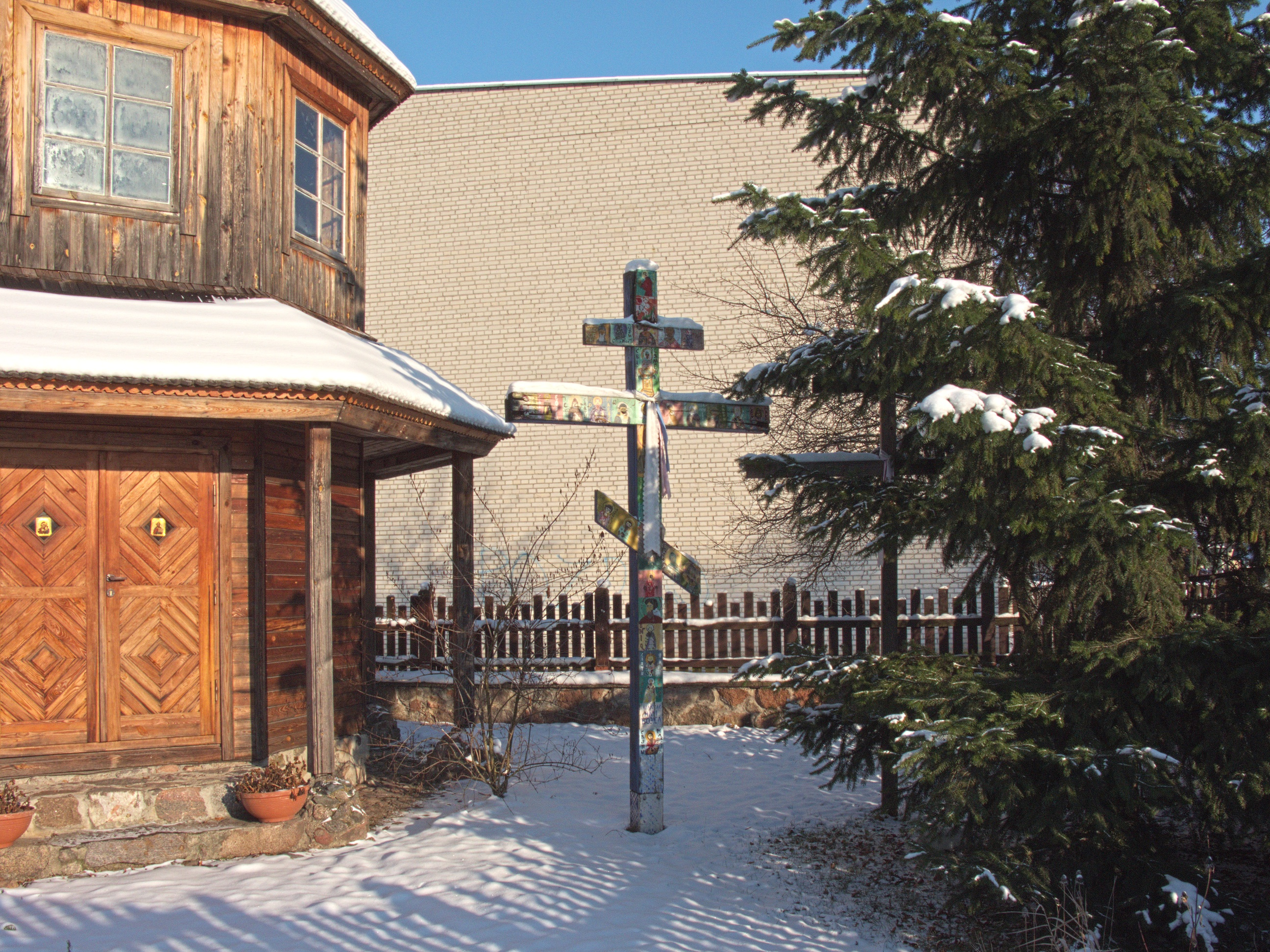
Krzyż przy kaplicy
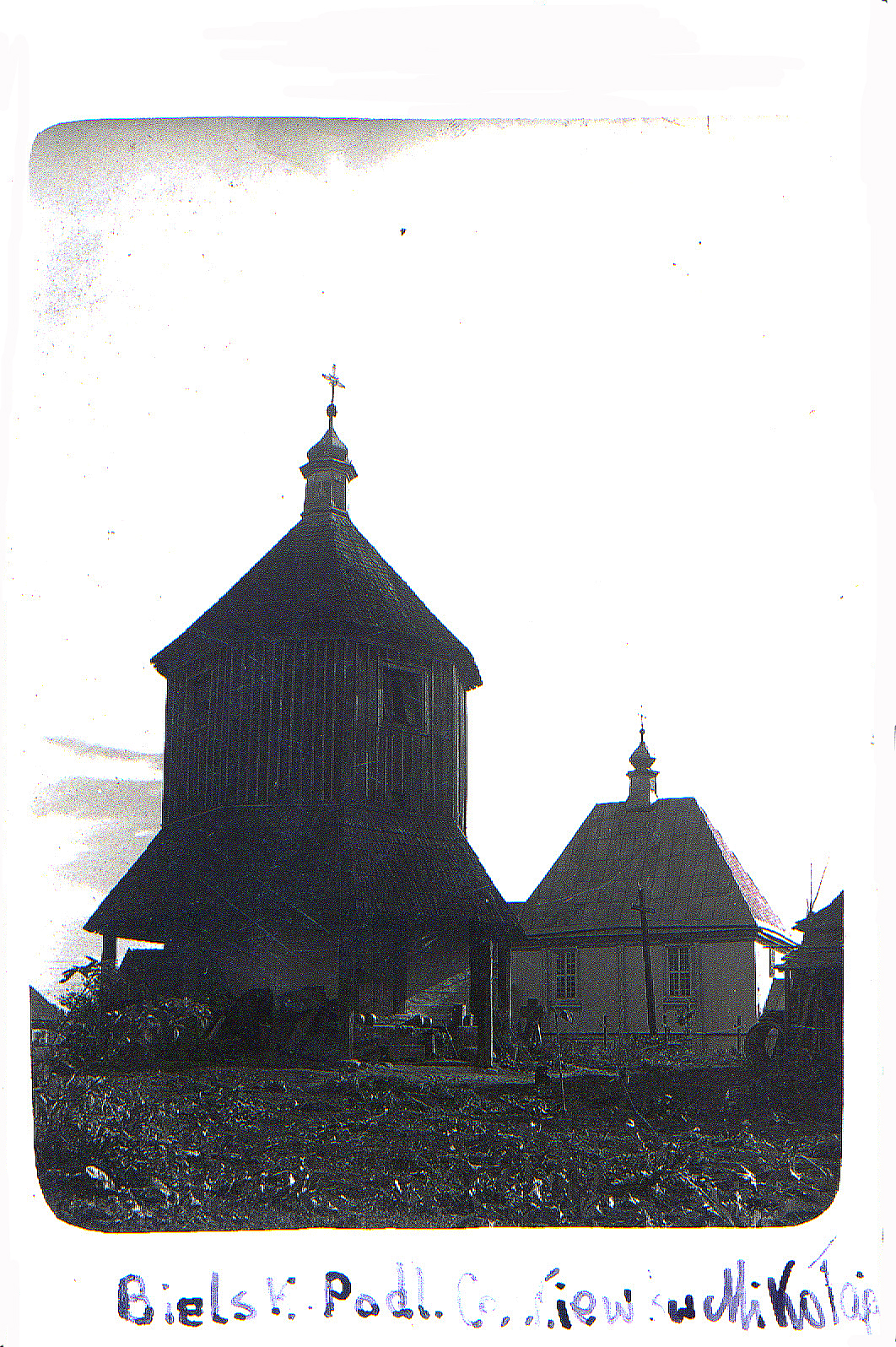
Dzwonnica i cerkiew przed 1920 r.
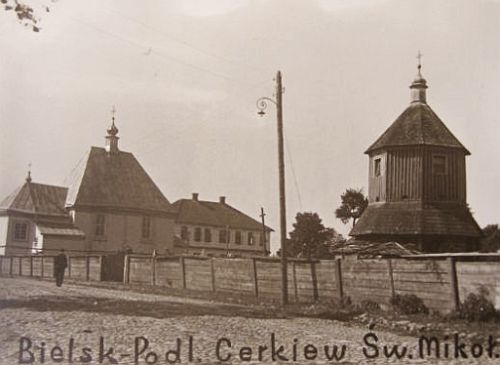
Cerkiew i dzwonnica przed 1941 r.